# Avigliano Umbro
Avigliano Umbro är en ort och kommun i provinsen Terni i regionen Umbrien i Italien. Kommunen hade 2 473 invånare (2018).